# Sylvatest

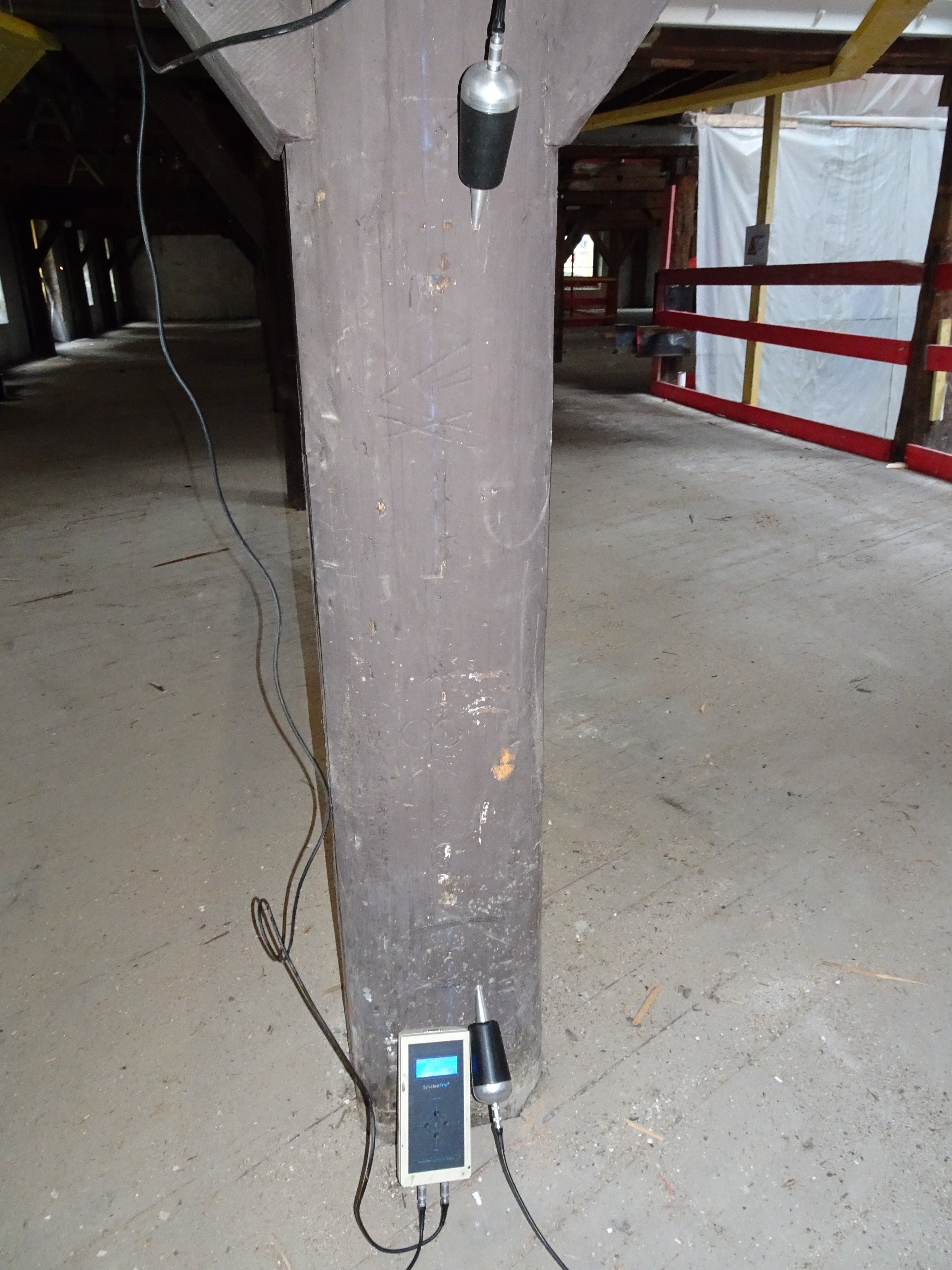
Silvatest bei Messungen einer Holzstruktur

Sylvatest ist ein Ultraschall-Messgerät, das über akustische Laufzeitmessungen einen nichtinvasiven Test der mechanischen Festigkeit von Holzelementen und Bäumen erlaubt. Es findet unter anderem bei der Zertifizierung von Holzqualität und bei der Tragfestigkeitsbestimmung von Holz im Rahmen von Gebäudesanierungen seinen Einsatz.

## Beschreibung
Sylvatest misst die Geschwindigkeit und die Energieabsorption der übertragenen Ultraschallwelle. Das Messergebnis spiegelt den verbleibenden Belastbarkeitszustand des Holzes im Stamm des getesteten Baumes oder Balkens wider. Es handelt sich um zerstörungsfreie Tests.
Die Technologie wurde von Jean-Luc Sandoz im Rahmen seiner Dissertation an der École polytechnique fédérale de Lausanne (EPFL) im Jahr 1984 entwickelt.
Seit 2022 arbeitet die neue Version von Sylvatest mit drahtloser Signalübertragung mittels Bluetooth.,.

## Grundlegende Gleichungen
Die Ausbreitungsgeschwindigkeiten von Ultraschallwellen in einem Material wie Holz stehen in direktem Zusammenhang mit seinen mechanischen Eigenschaften und der Dichte.
Die Geschwindigkeiten für Longitudinalwellen (VL) und Radialwellen (VR) können wie folgt ausgedrückt werden:
{\displaystyle V_{L}={\sqrt {\frac {c_{L}}{\text{Dichte}}}}={\sqrt {\frac {E_{L}}{\text{Dichte}}}}}
{\displaystyle V_{R}={\sqrt {\frac {c_{R}}{\text{Dichte}}}}={\sqrt {\frac {E_{R}}{\text{Dichte}}}}}
- Dichte ist die Masse des Materials pro Volumeneinheit

Diese Zusammenhänge werden häufig in der zerstörungsfreien Prüfung (ZfP), insbesondere bei Ultraschall-Durchschallungstechniken, verwendet, um den inneren mechanischen Zustand von Holz und anderen Materialien zu beurteilen.

## Verwendung

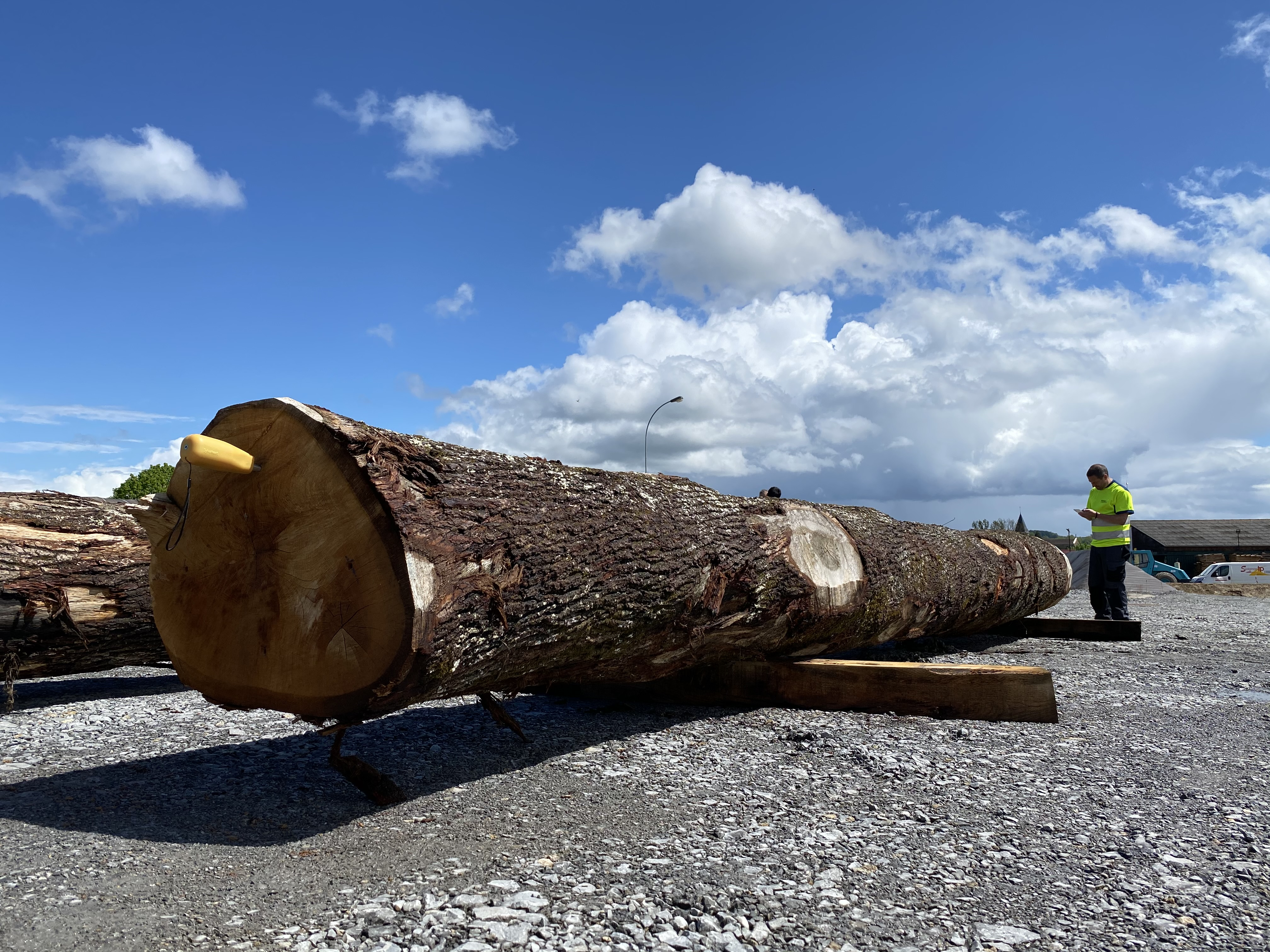
Sylvatest-Diagnose an der Kathedrale Notre-Dame

Einstufung mit Ultraschall

Sylvatest wird in vielen Ländern (Brasilien, Europa und Asien) verwendet.
Es wurde unter anderem bei historischen Gebäuden wie den Entrepôts des magasins généraux in Paris, der Verbotenen Stadt in Peking oder den Balken der Kathedrale Notre-Dame de Paris verwendet.
Es dient auch zur Zertifizierung der Holzqualität für kontrollierte Herkunftsbezeichnungen wie Bois des Alpes oder Bois de Chartreuse.
Nach dem tödlichen Unfall in Bad Reichenhall 2006 (Eishalle) berichtete das ZDF über die Sylvatest-Ausrüstung, um die Bedeutung der vorbeugenden Wartung von Holzkonstruktionen zu demonstrieren.